# Carex blanda
Carex blanda är en halvgräsart som beskrevs av Chester Dewey. Carex blanda ingår i släktet starrar, och familjen halvgräs. Inga underarter finns listade i Catalogue of Life.